# Siphonotus parvus
Siphonotus parvus är en mångfotingart som beskrevs av Chamberlin 1923. Siphonotus parvus ingår i släktet Siphonotus och familjen koppardubbelfotingar. Inga underarter finns listade i Catalogue of Life.